# KiLLa
kiLLa（キラ）は、日本のヒップホップ・クルー。渋谷にて結成。

## 概要

### 結成まで
小学生の頃から顔馴染みであったNo FlowerとYDIZZYを中心に、中学・高校で出会ったArjunaやBLAISE、KEPHAやkZmなどといった後のメンバーがバスケチーム「PSY」に集まり、代々木公園でストリート・バスケットボールをプレイする仲となっていった。そうした中でkZmが18〜19歳ごろ「着たい服が世の中にない」ことを理由にアパレル「kiLLa」を立ち上げ、そのルックに「周りのイケてるやつら」を起用。その集団は周囲からkiLLaクルーと呼ばれるようになった。
やがてkZm、Arjunaを筆頭にラップを始めるようになる。最初は「遊びの延長線上」のラップであったが、kZmが原宿の西山理容店にてDJ DARUMAと知り合ったことをきっかけに、2014年ごろ本格的にヒップホップクルーとして始動した。

### 活動開始・YENTOWNへの加入
2015年の春頃、JUNKMAN（現:JNKMN）とChaki Zuluの紹介で当時設立していたYENTOWNへ加入する。YENTOWNではマイクリレー「Seven Sinners」に参加するなど、メンバー同士での楽曲制作やYENTOWN主催のイベントへの出演などを行なった。

### YENTOWN脱退〜躍進
2016年、YDIZZYは3〜4ヶ月ほど「落ち込み」、ライブに出演できず自殺も考えたほどだったが、9〜10月ごろに復帰。その後、11月ごろkiLLaはYENTOWNを脱退。kZmはそのタイミングでkiLLaを脱退しYENTOWNに残ったが、その理由として「（kiLLaの脱退する理由が）俺はわからないからYENTOWNにいます」と語っている。 脱退と同時期に1st EP「kiLLa EP vol.1」を発表。そのなかでも、kiLLaで初めてMC全員が参加しMVが制作された「SHINE」はNo Flowerがはじめて作曲した楽曲であった。
2017年、kiLLaとして「kiLLa vol.2 summer」、「kiLLa vol.3 F.O.E (Family Over Everything)」の2本を発表したほか、YDIZZYが2本のミックステープと1本のアルバム、Arjunaが1本のアルバムを発表、並行しイベントの主催やKANDYTOWNとの対バンを行い、日本に留まらずバンコクや台湾、フランス・パリなどでもライブを行うなど、精力的に活動。そして2018年1月には1stアルバム「GENESIS」をリリース。その後の活動が期待されていたが、その頃から実質的にクルーとしての活動は停止し、個人の活動へと移行していった。

### 活動再開〜再度の停止
2021年12月、YDIZZYがkiLLaの再始動を示唆。同時期にArjunaは「クルーを追い出された」ことを自身のSNS上で表明。
2023年2月、それまで複数回活動を停止していたYDIZZYが復活したことを皮切りに活動を再開。同年2月末に「kiLLa vol.4 Spring」、7月には「kiLLa vol.5 Melt」と2本のEPをリリースしたほか、YDIZZY、BLAISE、KEPHA、No Flowerの4人体制で精力的にライブを行っていたが、7月以降YDIZZYがふたたびライブへ出演しないようになり、3人体制となる。
2024年3月のイベント出演を最後にKEPHAがカナダ・トロントへ移住、活動拠点を移す。以降2024年8月現在までkiLLaとしての活動は行われていない。

### 活動再開（2025）
2025年の1月30日より、kiLLaロゴマークの入ったTシャツとパーカーを公式サイトにて発売。当初は1週間のみの限定オーダーの予定だったが、購入期間延長希望の声や、サイトの不具合とそれに伴う返金などを理由に販売期間を延長し、3月下旬現在まで公式サイトにて購入可能。

## メンバー
- YDIZZY　MC。活動初期の名義はdiZZy。
- BLAISE　MC。Arjunaとは実の兄弟。クルー「BSTA」にも所属。活動初期の名義はJB。
- KEPHA　MC。2024年よりカナダ・トロントに移住し活動拠点を移す[17]。kiLLa外ではトラックメイカーやビデオグラファーなども務める。
- NO FLOWER　DJ/トラックメイカー。
- YESBØWY　デザイナー。個人名義ではDJやファッションデザイナーとしても活動。
- RYOSUKE 　マネージャー。
- Arjuna　MC。BLAISEとは実の兄弟。2021年11月28日にTwitter（現:X）上で「クルーを追い出された」と表明[15]していたが、2024年末にYDIZZYと楽曲を制作、2025年初頭にリニューアルされた公式サイトにおいてはメンバーに含まれていた。活動初期の名義はjeLLy Fi$h。

## 元メンバー
- kZm　MC。現在もYENTOWNで活動。
- acuteparanoia　トラックメイカー。2025年初頭にリニューアルされた公式サイト上においてメンバーの一覧に名がなく、脱退したものと思われる。近年はモデルやアパレル方面で活動。
- Yuki Nakajo　デザイナー。2025年初頭にリニューアルされた公式サイト上においてメンバーの一覧に名がなく、脱退したものと思われる。

## ディスコグラフィー

### EP・アルバム
| タイトル                                   | 発売日         | 収録曲 | 備考   |
| ------------------------------------------ | -------------- | --- | ------ |
| kiLLa EP vol.1                             | 2016年11月30日 | 1. SHINE 2. HOTTOKE 3. EASY GAME 4. Like diZZy 5. Suck my d*** |        |
| kiLLa vol.2 summer                         | 2017年7月17日  | 1. The First Track 2. Nympho 3. kiLLaに気をつけな 4. Hell No 5. Mango Juice & CBD 6. Pass The Blunt                                                                   |        |
| kiLLa vol.3 F.O.E (Family Over Everything) | 2017年9月20日  | 1. Mixing Pills 2. Ca$hmoneyXL 3. I Know You 4. No Mercy 5. Jhood 6. MO DOPE MO HOES                                                                                  |        |
| GENESIS                                    | 2018年1月24日  | 1. Inception 2. Murasaki 3. Faded 4. Like This 5. Whole Lotta Gang 6. Late Night 7. God Bless 8. Tokyo Haze 9. XXX 10. Slowdown 11. Rockstar 12. Nakama 13. Ue Ni Iku | [ 21 ] |
| kiLLa vol.4 Spring                         | 2023年3月4日   | 1. Maria 2. Deprive 3. TOKYO 4. ReaL 5. Zoom 6. For kiLLa | [ 22 ] |
| kiLLa vol.5 MELT                           | 2023年7月15日  | 1. Fuse 2. SFR 3. Shibuya Drill 4. Charcoal 5. Way Up 6. 2Doto | [ 23 ] |